# 小行星3938
小行星3938（3938 Chapront）是一颗绕太阳运转的小行星，为主小行星带小行星。该小行星于1949年8月2日发现。

## 轨道参数
小行星3938的轨道半长轴为2.4891750 UA，离心率为0.041。